# バーバラ・クーニー
バーバラ・クーニー（Barbara Cooney、1917年8月6日 - 2000年3月10日）は、アメリカ人児童文学作家、イラストレーターである。スクラッチボード等多様な技法の作風で知られる｡
1959年と1980年にコールデコット賞、1983年に全米図書賞を受賞した。

## 受賞歴
- コールデコット賞
  - 　1959年　（Chanticleer and the Fox （『チャンティクリアときつね』）に対して）　
  - 　1980年　（Ox-Cart Man（『にぐるまひいて』）に対して）
- 全米図書賞 児童絵本部門　1983年（Miss Rumphius（『ルピナスさん ― 小さなおばあさんのお話』）に対して）

## 作品リスト
- en:Ake and His World, 1940
- Uncle Snowball, 1940
- The King of Wreck Island, 1941
- The Kellyhorns, 1942
- Captain Pottle’s House, 1943
- Shooting Star Farm, 1946
- Just Plain Maggie, 1948
- Animal Folk Songs for Children, 1950
- Read Me More Stories, 1951
- The Pony That Ran Away, 1951
- The Pony That Kept a Secret, 1952
- Too Many Pets, 1952
- American Folk Songs for Christmas, 1953
- Five Little Peppers, 1954
- The Little Fir Tree（『ちいさなもみのき』）, 1954
- Little Women, 1955
- en:Chanticleer and the Fox（『チャンティクリアときつね』）, 1959
- The American Speller, 1961
- The Little Juggler（『ちいさな曲芸師バーナビー ― フランスに伝わるおはなし』）, 1961
- Favorite Fairy Tales Told in Spain, 1963
- Wynken, Blynken and Nod, 1964
- The Courtship, Merry Marriage, and Feast of Cock Robin and Jenny Wren, 1965
- Snow White and Rose Red, 1966
- A Little Prayer, 1967
- Christmas（『クリスマス』）, 1967
- A Garland of Games and Other Diversions, 1969
- The Owl and the Pussycat, 1969
- Seven Little Rabbits, 1972
- Herman the Great, 1974
- Burton and Dudley, 1975
- en:Ox-Cart Man（『にぐるまひいて』）, 1979
- Emma（『エマおばあちゃん』）, 1980
- Little Brother and Little Sister, 1982
- en:Miss Rumphius（『ルピナスさん ― 小さなおばあさんのお話』）, 1982
- en:Island Boy（『ぼくの島』）, 1988
- The Year of the Perfect Christmas Tree（『おもいでのクリスマスツリー』）, 1988
- en:Hattie and the Wild Waves, 1990
- Roxaboxen（『すてきな子どもたち』）, 1991
- Only Opal: The Diary of a Young Girl, 1994
- Eleanor（『おちびのネル ― ファースト・レディーになった女の子』）, 1996
- en:Basket Moon（『満月をまって』）, 1999
- en:The Story of Holly and Ivy（『クリスマス人形のねがい』）, 1985
- Christmas in the Barn（『うまやのクリスマス』）, 1952
- Emily（『エミリー』）, 1992
- The Remarkable Christmas of the Cobbler's Sons（『とってもふしぎなクリスマス』）, 1994
- Peter and the Wolf Pop-Up Book（『ピーターとおおかみ』）, 1986
- Letting Swift River Go（『みずうみにきえた村』）
- Bambi a Life in the Woods
- Tortillitas Para Mama and Other Nursery Rhymes
- When the Sky is Like Lace
- The Man Who Didn't Wash His Dishes（『おさらをあらわなかったおじさん』）
- en:Kildee House
- How the Hibernators Came to Bethlehem（『どうぶつたちのクリスマス』）
- Best Christmas（『とびきりすてきなクリスマス』）
- Mother Goose in French
- Princess Tales
- Louhi, Witch of North Farm: A Story From Finland's Epic Poem 'The Kalevala'（『北の魔女ロウヒ』）
- City Springtime
- The Crows of Pearlblossom（『からすのカーさんへびたいじ』）
- Favourite Fairy Tales Told in Spain
- Freckle Face
- Where Have You Been?（『どこへいってた？』）
- Spirit Child: A Story of the Nativity

## 日本語訳された作品

### 著書
- 『チャンティクリアときつね』平野敬一訳、ほるぷ出版、1978年
- 『ルピナスさん ― 小さなおばあさんのお話』掛川恭子訳、ほるぷ出版、1987年
- 『ぼくの島』掛川恭子訳、ほるぷ出版、1990年
- 『おおきななみ ― ブルックリン物語』掛川恭子訳、ほるぷ出版、1991年
- 『しらゆきべにばら ― グリム童話』鈴木晶訳、ほるぷ出版、1995年
- 『おちびのネル ― ファースト・レディーになった女の子』掛川恭子訳、ほるぷ出版、1997年
- 『ちいさな曲芸師バーナビー ― フランスに伝わるおはなし』末盛千枝子訳、すえもりブックス、2006年
- 『クリスマス』安藤紀子訳、長崎出版、2007年

### 挿絵
- 『みみずくとねこのミミー』エドワード・リア著、工藤幸雄訳､ほるぷ出版、1976年
- 『Ox-cart man』ドナルド・ホール著、The Viking Press、1979年
- 『にぐるまひいて』ドナルド・ホール著、もきかずこ訳､ほるぷ出版、1980年
- 『どうぶつたちのクリスマス』ノーマ・ファーバー著、佑学社、1981年
- 『わたしは生きてるさくらんぼ ― ちいちゃな女の子のうた』デルモア・シュワルツ著、ほるぷ出版、1981年
- 『7ひきのこうさぎ』ジョン・レナード・ベッカー著、文化出版局、1982年
- 『空がレースにみえるとき』エリノア・L・ホロウィッツ著、ほるぷ出版、1986年
- 『からすのカーさんへびたいじ』オルダス・レナード・ハクスリ著、神宮輝夫訳、冨山房、1988年
- 『とびきりすてきなクリスマス』リー・キングマン著、山内玲子訳、岩波書店、1990年
- 『ピーターとおおかみ』ぶたいしかけえほん、セルゲイ・セルゲーヴィチ・プロコーフィエ著、きたむらまさお訳、大日本絵画、1991年
- 『おもいでのクリスマスツリー』グロリア・マックレンドン・ヒューストン著、吉田新一訳、ほるぷ出版、1991年
- 『すてきな子どもたち』アリス・マクレーラン著、北村太郎訳、ほるぷ出版、1992年
- 『おさらをあらわなかったおじさん』岩波の子どもの本、フィリス・クラジラフスキー著、光吉夏弥訳、岩波書店、1992年
- 『おつきさんどうしたの』岩波の子どもの本、エドナ・ミッチェル・プレストン著、岸田衿子訳、岩波書店、1992年
- 『エミリー』マイケル・ビダード著、掛川恭子訳、ほるぷ出版、1993年
- 『ちいさなもみのき』世界傑作絵本シリーズ、マーガレット・ワイズ・ブラウン著、上条由美子訳、福音館書店、1993年
- 『とってもふしぎなクリスマス』ルース・ソーヤー著、掛川恭子訳、ほるぷ出版、1994年
- 『どこへいってた？』マーガレット・ワイズ・ブラウン著、うちだりさこ訳、童話館出版、1996年
- 『みずうみにきえた村』ジェーン・ヨーレン著、掛川恭子訳、ほるぷ出版、1996年
- 『ピーターのとおいみち』世界の絵本、リー・キングマン著、三木卓訳、講談社、1997年
- 『エマおばあちゃん』ウェンディ・ケッセルマン著、もきかずこ訳、徳間書店、1998年
- 『満月をまって』メアリー・リン・レイ著、掛川恭子訳、あすなろ書房、2000年
- 『クリスマス人形のねがい』大型絵本、ルーマー・ゴッデン著、掛川恭子訳、岩波書店、2001年
- 『北の魔女ロウヒ』トニ・デ・ゲレツ著、さくまゆみこ編訳、あすなろ書房、2003年
- 『うまやのクリスマス』マーガレット・ワイズ・ブラウン著、まついるりこ訳、童話館出版、2003年
- 『どうぶつたちのクリスマス』ノーマ・ファーバー著、おおたあいと訳、日本基督教団出版局、2006年
- 『雪の日のたんじょう日』ヘレン・ケイ著、長崎出版、2008年
- 『3びきのこいぬ』マーガレット・G・オットー著、あんどうのりこ訳、長崎出版、2008年